# Settimo Mineo
Settimo Mineo, soprannominato Tonton Settimo (Palermo, 28 novembre 1938), è un mafioso italiano.

## Biografia
Gioielliere con un negozio nel centro di Palermo, è considerato il boss più anziano nonché capo assoluto della mafia siciliana.
Nel 1981 scampò ad un agguato in cui uccisero il fratello Antonino con i mitra Kalashnikov, nel 1982 venne assassinato anche l'altro fratello Giuseppe. I due fratelli furono uccisi perché erano legati alle cosche Badalamenti-Bontate.
Nominato dal pentito Tommaso Buscetta, subì una condanna a 5 anni di carcere nel Maxiprocesso di Palermo. Uscito dal carcere, fu poi riarrestato nel 2006 e condannato nel processo "Gotha". Venne liberato nel 2013 su decisione della Cassazione.
Mineo è stato eletto il nuovo capo di cosa nostra, dopo la morte di Riina, il 29 maggio 2018. Il 4 dicembre 2018 è stato riarrestato nell'operazione "Cupola 2.0" condotta dall'Arma dei Carabinieri, con l'accusa di essere il nuovo capo della "Cupola" di Cosa Nostra. Nell'operazione sono finiti in manette anche tre componenti della Cupola, Gregorio Di Giovanni (capomandamento di Porta Nuova), Filippo Salvatore Bisconti (capomandamento di Misilmeri-Belmonte) e Francesco Colletti (capomandamento di Villabate).
Secondo gli inquirenti, dopo il suo arresto, Mineo è stato sostituito da Giuseppe Calvaruso come nuovo capo del mandamento di Pagliarelli. Calvaruso era l'uomo più fidato di Settimo Mineo, ed è noto per la sua peculiare e modernissima attitudine imprenditoriale nella gestione del mandamento di Pagliarelli.
Nel 2020 si svolse il processo contro i componenti della "Nuova Cupola", Mineo fu condannato a 16 anni di carcere perché ritenuto il nuovo capo della Cupola. Nel 2022, tramite rito abbreviato, venne emessa la sentenza di secondo grado del processo, al boss di Pagliarelli venne aumentata la pena a 21 anni di reclusione. Attualmente Mineo è rinchiuso, in regime di 41-bis, nel carcere di massima sicurezza di Bancali, Sassari.